# Bellange
Bellange és un municipi francès al departament del Mosel·la (regió de Gran Est). L'any 2007 tenia 55 habitants.

## Urbanisme
L'1 de gener de 2024 Bellange es classificà com a municipi rural amb habitatges dispersos, segons la nova quadrícula de densitat municipal de set nivells definida per l'INSEE l'any 2022.Es troba fora de la unitat urbana. A banda el municipi forma part de l'àrea de captació de Morhange, de la qual forma part. Aquesta zona, que agrupa 22 municipis, està catalogada com a zones de menys de 50.000 habitants.

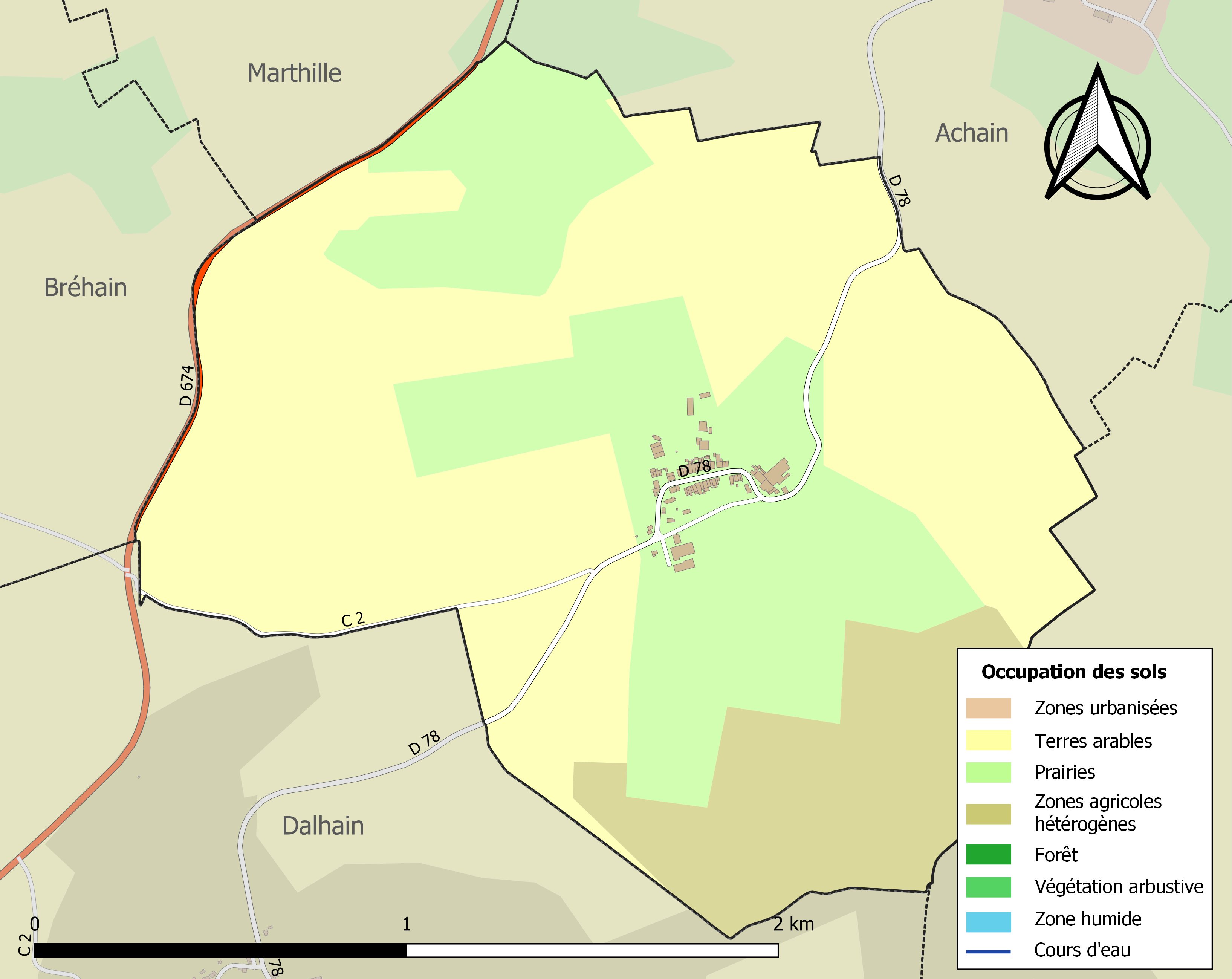
Mapa d'infraestructures i usos del sòl del municipi l'any 2018 (CLC).

L'ús del sòl del municipi, tal com es desprèn de la base de dades biofísica europea d'usos del sòl CORINE Land Cover (CLC), està marcat per la importància dels territoris agraris (100% el 2018), una proporció idèntica a la de 1990 (100%). La distribució detallada el 2018 és la següent: terres de conreu (54,9%), prats (31,5%), zones agrícoles heterogènies (13,5%). L'evolució de l'ús del sòl del municipi i les seves infraestructures es pot observar en les diferents representacions cartogràfiques del territori: la Carta Cassini (segle XVIII), el carte d'état-major (1820-1866) i els mapes de l'IGN o fotografies aèries del període actual (des del 1950).

## Demografia

### Població
El 2007 la població de fet de Bellange era de 55 persones. Hi havia 20 famílies, de les quals 4 eren unipersonals (4 dones vivint soles i 4 dones vivint soles), 8 parelles sense fills i 8 parelles amb fills.
La població ha evolucionat segons el següent gràfic:

### Habitatges
El 2007 hi havia 27 habitatges, 23 eren l'habitatge principal de la família, 1 era una segona residència i 3 estaven desocupats. 24 eren cases i 3 eren apartaments. Dels 23 habitatges principals, 17 estaven ocupats pels seus propietaris i 6 estaven llogats i ocupats pels llogaters; 1 tenia tres cambres, 10 en tenien quatre i 11 en tenien cinc o més. 20 habitatges disposaven pel capbaix d'una plaça de pàrquing. A 8 habitatges hi havia un automòbil i a 12 n'hi havia dos o més.

### Piràmide de població
La piràmide de població per edats i sexe el 2009 era:
| Homes | Edats   | Dones |
| ----- | ------- | ----- |
| 0     | 95 o +  | 0     |
| 0     | 90 a 94 | 0     |
| 0     | 85 a 89 | 0     |
| 0     | 80 a 84 | 0     |
| 0     | 75 a 79 | 0     |
| 0     | 70 a 74 | 0     |
| 0     | 65 a 69 | 0     |
| 4     | 60 a 64 | 0     |
| 0     | 55 a 59 | 0     |
| 0     | 50 a 54 | 0     |
| 0     | 45 a 49 | 8     |
| 8     | 40 a 44 | 0     |
| 4     | 35 a 39 | 0     |
| 0     | 30 a 34 | 8     |
| 0     | 25 a 29 | 0     |
| 0     | 20 a 24 | 0     |
| 0     | 15 a 19 | 0     |
| 0     | 10 a 14 | 0     |
| 0     | 5 a 9   | 8     |
| 4     | 0 a 4   | 0     |

## Economia
El 2007 la població en edat de treballar era de 36 persones, 30 eren actives i 6 eren inactives. De les 30 persones actives 27 estaven ocupades (16 homes i 11 dones) i 3 estaven aturades (1 home i 2 dones). De les 6 persones inactives 2 estaven jubilades i 4 estaven classificades com a «altres inactius».
Activitats econòmiques
L'únic establiment que hi havia el 2007 era una empresa de transport.
L'any 2000 a Bellange hi havia 5 explotacions agrícoles.

## Poblacions properes
El següent diagrama mostra les poblacions més properes.